# Hoàng Phi Hồng
Hoàng Phi Hồng (19 tháng 8 năm 1847 – 17 tháng 4 năm 1925) là một võ sư, nhà cách mạng người Trung Quốc, và là nhân vật trong nhiều bộ phim mang tên ông. Hoàng Phi Hồng còn là một thầy thuốc với hiệu thuốc Bảo Chi Lâm.

## Tiểu sử

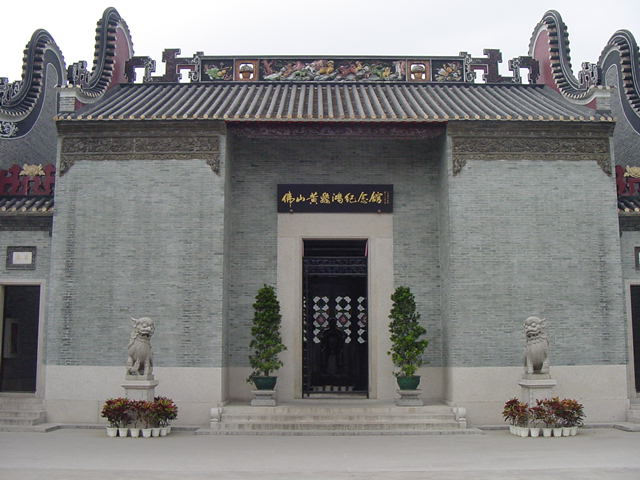
Bảo tàng Hoàng Phi Hồng ở Phật Sơn, Quảng Đông